# جاسم الزراع
جاسم الزراع (مواليد 29 يونيو 2002) هو لاعب كرة قدم قطري يلعب مع نادي الوكرة معار من نادي الغرافة في دوري نجوم قطر كلاعب وسط.

## مسيرة اللاعب
بدأ في نادي الغرافة في عام 2021 و أعير إلى نادي الوكرة في عام 2024.